# Wais von Fauerbach
Die Wais von Fauerbach (auch Waiß, Wayss, Weis von Feuerbach, Faurbach) waren ein ritterständiges Adelsgeschlecht in der westlichen Wetterau aus Fauerbach, heute ein Teil der Stadt Friedberg in Hessen.

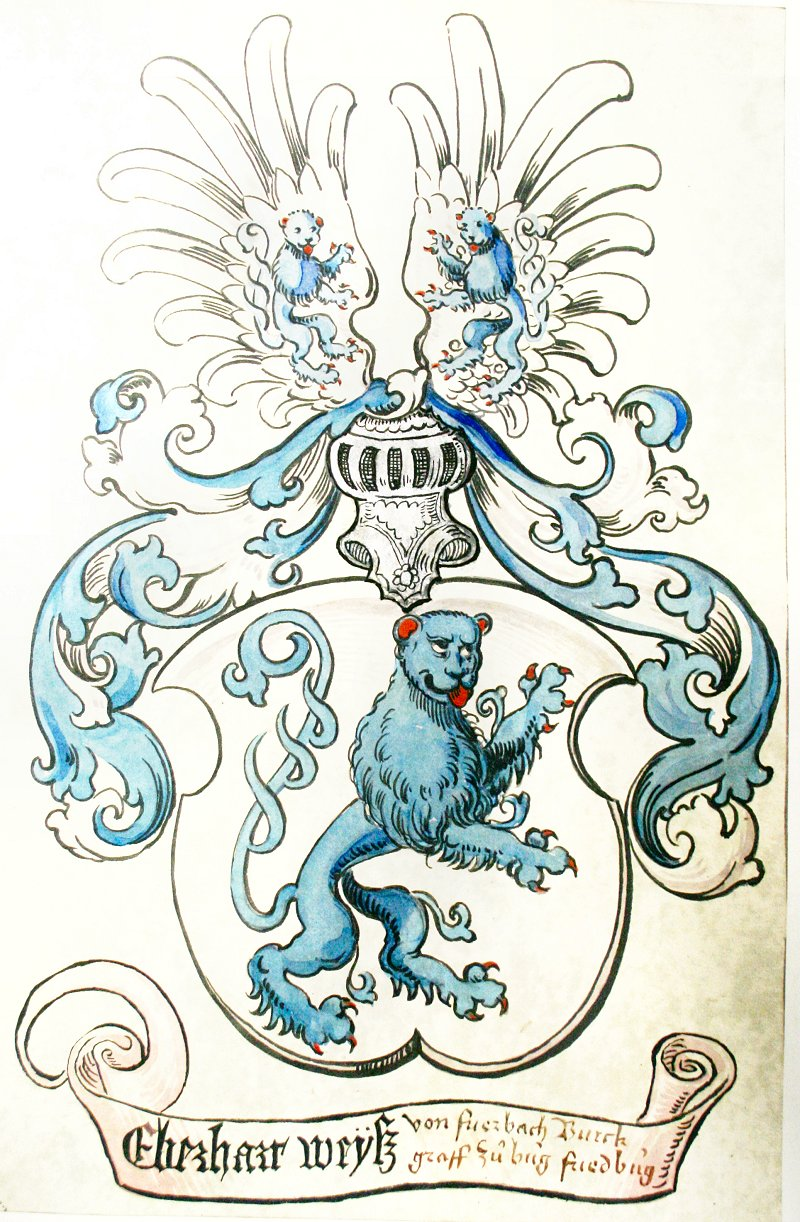
Wappen des Eberhard Wais von Fauerbach (Burggraf von Friedberg 1504–1526) im Salbuch des Klosters Naumburg.

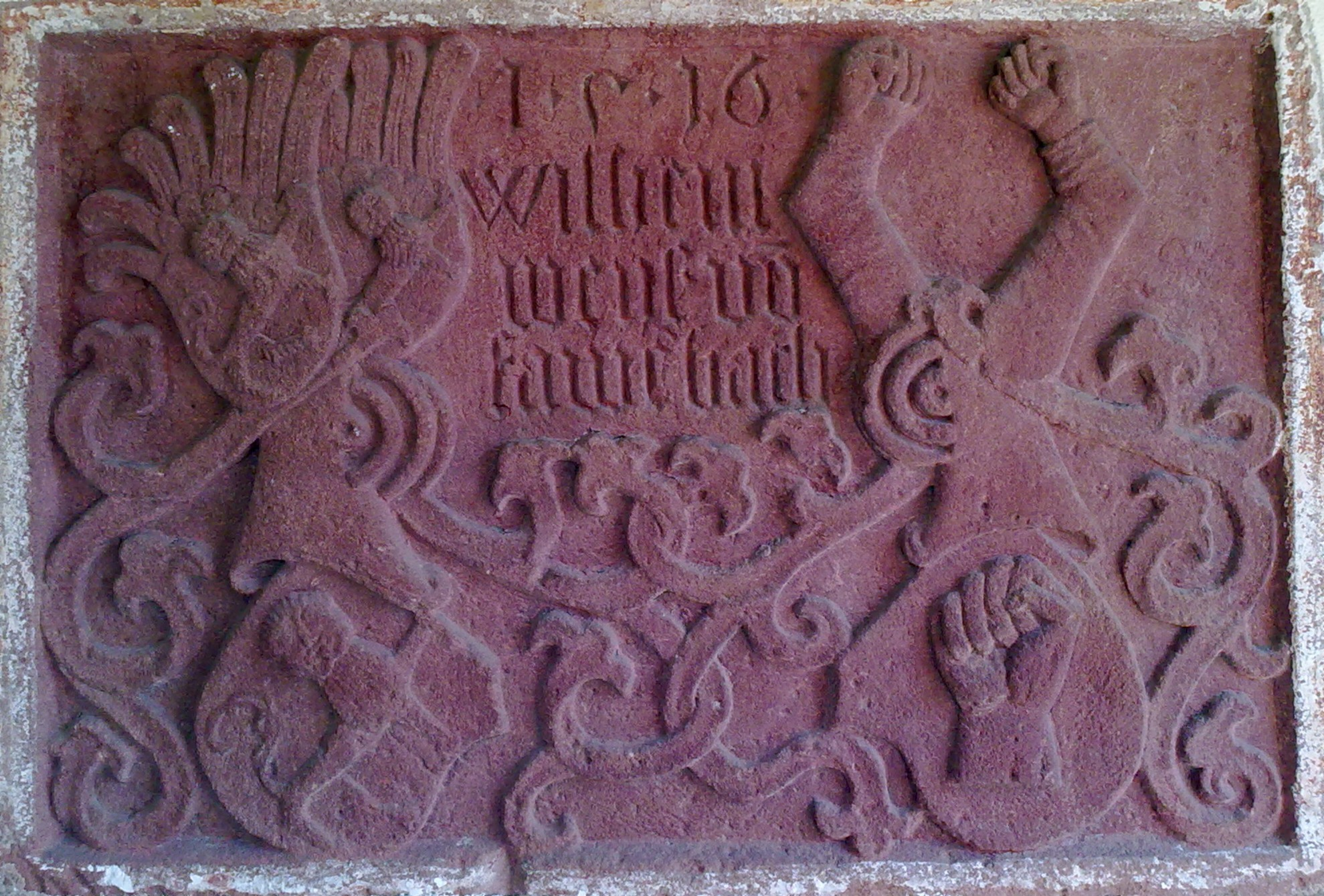
Allianzwappen der „Wais von Fauerbach“ und der „Schelle von Umstadt“ (rechte Faust) am Pfarrhaus in Klein-Umstadt, datiert 1516

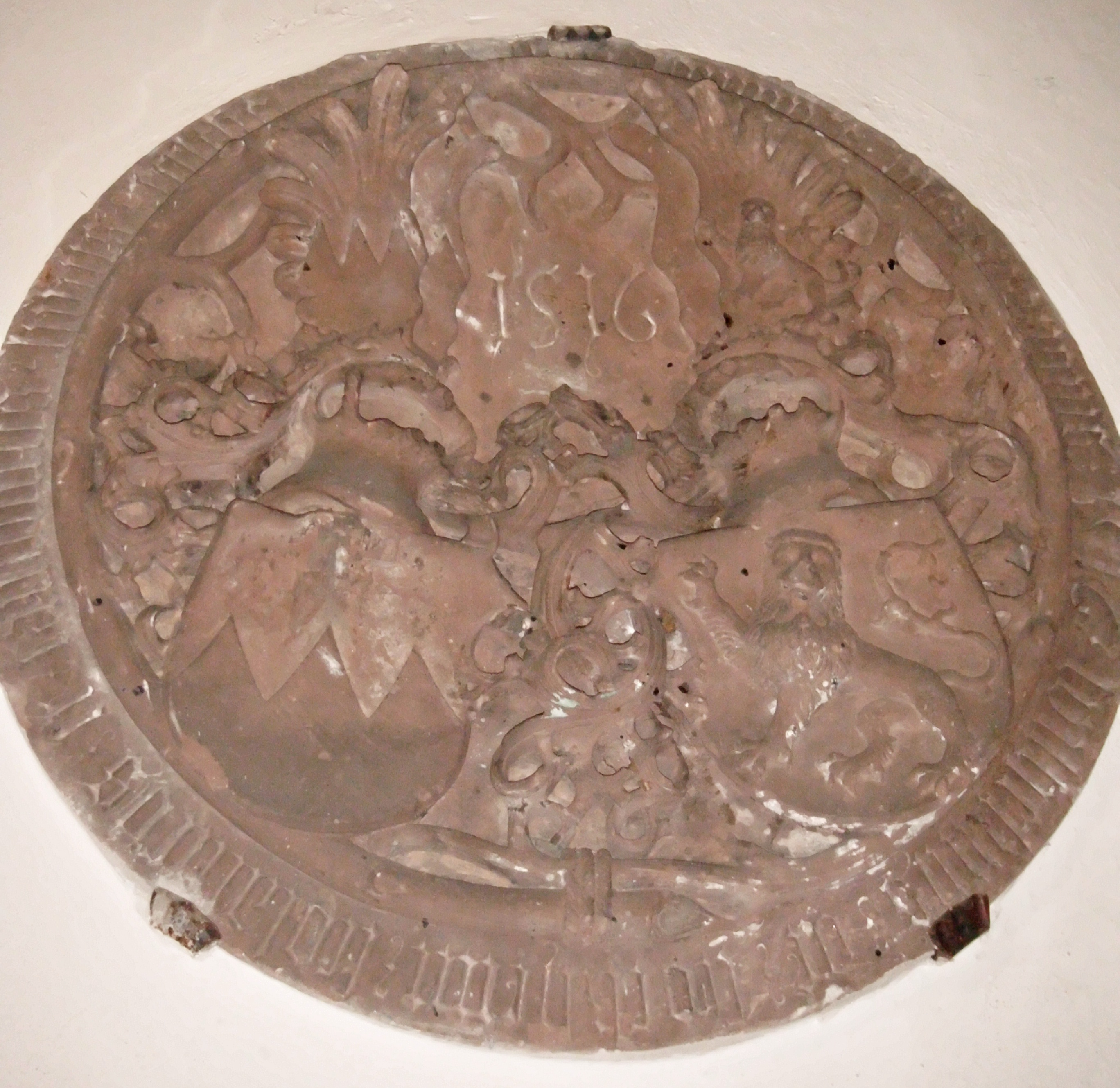
Schlußstein aus dem Wormser Domkreuzgang (heute im Stadtmuseum Worms), gestiftet 1516 von Domscholaster Wilhelm von Stockheim, mit dem Allianzwappen seiner Eltern Eberhard von Stockheim († 1489) und Dorothea Wais von Fauerbach

## Geschichte
Seit dem frühen 13. Jahrhundert ist in Friedberg-Fauerbach ein lokales Niederadligen-Geschlecht fassbar, das sich nach dem Ort von Fauerbach nennt. Nur wenige Jahrzehnte später tritt der Name Wais hinzu. Der Legende nach soll der Stammvater dieser Familie per Kaiserschnitt von der toten Gattin des ebenfalls verstorbenen letzten Adligen „von Fauerbach“ entbunden worden sein, worauf dieser den Beinamen orphani oder Waise annahm. Dieser Name ist erstmals um 1266 nachweisbar.
In Untersuchungen zum Kloster Altenberg bei Wetzlar werden ein Wilhelm Wais von Fauerbach 1249 und ein Heinrich Wais von Fauerbach 1254 im Rahmen ihrer Stiftertätigkeit urkundlich belegt.
Die Wais von Fauerbach erlangten großen Einfluss in der benachbarten Reichsburg Friedberg, wo sie nicht nur regelmäßig mehrere Burgmannen stellten, sondern im Verlauf der Geschichte auch mehrere Burggrafen als höchstes Amt der reichsunmittelbaren Burggrafschaft Friedberg. Im beginnenden 16. Jahrhundert erlangten sie durch Heirat Streubesitz im Odenwald, besonders im Raum des Umstädter Kondominats. Adam Wais von Fauerbach diente als Obrist im Krieg mit Frankreich. Er starb 1577 als kurmainzischer Amtmann in Steinheim. Das Geschlecht erlosch mit dessen Sohn Johann Caspar, der 1620 starb.

## Wappen
Das Wappen zeigt in Silber einen blauen Löwen mit ausgeschlagener Zunge und doppeltem Schweif. Als Helmzier dient ein beiderseits mit Schildbild belegter Flug, der Löwe einwärts gekehrt. Die Helmdecken sind blau-silbern.

## Namensträger
- Eberhard Wais von Fauerbach (Burggraf von Friedberg 1365–1385)
- Eberhard Wais von Fauerbach der Jüngere (Burggraf von Friedberg 1405–???)
- Henne Wais von Fauerbach (1410 Amtmann von Nidda[2], 1419–1426 mit dem Erzbischof von Mainz die Stadt Staufenberg in Pfandbesitz[3], 1437 und 1438 im Pfandbesitz der Burg Hermannstein)
- Gilbracht (auch Gilbrecht) Wais von Fauerbach (1432 als Burgmann genannt[4], Amtmann von Assenheim)
- Wilhelm Wais von Fauerbach (1436 Mühlenmeister in Danzig, 1446 Fischmeister zu Putzig)[5]
- Wilhelm Wais von Fauerbach der Jüngere (1466, Belehnung mit dem Dorf Fronholz durch Landgraf Heinrich III. von Hessen)
- Hermann Wais von Fauerbach (Burggraf von Friedberg 1456–1459)
- Ludwig Wais von Fauerbach (Burggraf von Friedberg 1473/74–1483)
- Eberhard Wais von Fauerbach (Burggraf von Friedberg 1504–1526)
- Machar Wais von Fauerbach († 1509), 1490 bis 1509 Abt des Klosters Limburg bei Bad Dürkheim; unter ihm wurde es 1504 zerstört.